# フェルナンド・アモルソロ
フェルナンド・アモルソロ（Fernando Amorsolo、1892年5月30日 - 1972年4月24日）はフィリピンの画家。20世紀前半のフィリピンを代表する風俗画家である。
マニラ出身。1914年にフィリピン大学芸術学部を卒業し、1919年にスペインのマドリードにあるサン･フェルナンド王立学院へと留学している。

## 代表作
- 田植え (1924年)
- バタアンの少女 (1942年)
- 廃墟のイントラムロス (1945年)